# Jasmine Guy
Jasmine Guy (ur. 10 marca 1962 w Bostonie, w stanie Massachusetts) – amerykańska aktorka, piosenkarka i tancerka. W Polsce znana z roli Roxy w serialu Trup jak ja.

## Dyskografia

### Albumy
- Jasmine Guy (1990)

### Single
- Try Me (1990)
- Another Like My Lover (1991)
- Just Want to Hold You (1991)
- Don't Want Money (1991)